# Mari Forssblad
Ingegerd Mari Forssblad, född 1968, är en svensk politisk journalist, som började på Sveriges Radio 1993. Hon arbetar sedan januari 2014 på Sveriges Television. Tidigare har hon också varit programledare för Godmorgon, världen!, P1-morgon och Ekots lördagsintervju. 